# Resolució 1283 del Consell de Seguretat de les Nacions Unides
La Resolució 1283 del Consell de Seguretat de les Nacions Unides fou adoptada per unanimitat el 15 de desembre de 1999.
Després de reafirmar totes les resolucions sobre la situació a Xipre, inclosa la Resolució 1251 (1999), el Consell va prorrogar el mandat de la Força de les Nacions Unides pel Manteniment de la Pau a Xipre (UNFICYP) durant sis mesos més fins al 15 de juny de 2000.
El Consell de Seguretat va convocar a Xipre i Xipre del Nord per abordar amb urgència la qüestió humanitària relacionada amb persones desaparegudes. Es va demanar al secretari general Kofi Annan que informés abans de l'1 de juny de 2000 sobre l'aplicació d'aquesta resolució.